# Lasioptera pallipes
Lasioptera pallipes är en tvåvingeart som beskrevs av Philippi 1865. Lasioptera pallipes ingår i släktet Lasioptera och familjen gallmyggor. Inga underarter finns listade i Catalogue of Life.